# 北蔚山站
北蔚山站（：／ Bugulsan yeok */?）是東海線沿線的一座鐵路車站，位於韓國蔚山廣域市北區倉坪洞，韓語副站名為「朴尚鎮故居」（박상진생가 / 朴尙鎭生家），有ITX-新村、無窮花號及Nuriro号列車停靠。广域电铁东海线延伸線完工後，本站將編入東海線電鐵車站，成為終點站。

## 車站結構
站體為3面6線混合式月台的高架車站，候車月台設有月台幕門。

### 月台配置
| ↑ 太和江                |
| １２ \| ３４ \| 上下 \| |
| ↓ 慶州                  |

| 月台 | 路線               | 目的地                         |
| ---- | ------------------ | ------------------------------ |
| 1、2 | 東海線（無窮花號） | 太和江、釜田、馬山方向         |
| 3、4 | 東海線（無窮花號） | 東大邱、浦項、清涼里、東海方向 |

## 歷史
- 2021年12月28日：落成啟用。

## 車站周邊
韓國鐵道公社
東海線
太和江－北蔚山－外東信號場